# Ulica Stawna w Poznaniu
Ulica Stawna (do 1918 i 1939-1945: Teichstrasse) – ulica znajdująca się w Poznaniu na Starym Mieście na osiedlu Stare Miasto.
Nazwa ulicy pochodzi od znajdujących się kiedyś w tej okolicy rozlewisk Bogdanki. Sama ulica powstała po zburzeniu średniowiecznych fortyfikacji miasta w latach 1795-97. W zabytkowej kamienicy zarządu gminy żydowskiej mieści się jedyna w Poznaniu czynna synagoga. Do 1910 na rogu z Wroniecką stał szpital żydowski.